# 奈良橋川
奈良橋川（ならはしがわ）は、東京都東大和市を流れる一級河川。荒川水系の空堀川支流。総延長は2.9km。

## 地理
武蔵村山市中藤2丁目にある番太池や赤坂池などの湧水を源水とする入谷川と中藤3丁目および4丁目付近を源流とする谷戸川が中藤5丁目で合流し、東大和市芋窪4丁目で奈良橋川となり、東大和市高木3丁目で空堀川に合流する。

## 名称
天保11年（1840年）の麁絵図では「薮川」と呼ばれていた。
1940年（昭和15年）の地図では「内出川」と呼ばれていた。

## 橋梁
上流より記載。
- 田島橋
- 上中丸橋
- 中丸橋
- 中丸一の橋
- 新中丸橋
- 弁天前二の橋
- 弁天前橋
- 熊野前橋
- 元村山橋
- 村山橋
- 八幡橋
- 日月橋
- 宮前二の橋
- 北高木橋